# Mecodina ochrigrapta
Mecodina ochrigrapta är en fjärilsart som beskrevs av George Francis Hampson 1926. Mecodina ochrigrapta ingår i släktet Mecodina och familjen nattflyn. Inga underarter finns listade i Catalogue of Life.